# Periscepsia zarema
Periscepsia zarema är en tvåvingeart som beskrevs av Richter 1976. Periscepsia zarema ingår i släktet Periscepsia och familjen parasitflugor. Inga underarter finns listade i Catalogue of Life.